# Par de retas paralelas
É o lugar geométrico plano dos pontos que distam uma medida d de uma reta.
O lugar geométrico tridimensional equivalente é uma superfície cilíndrica de raio d.

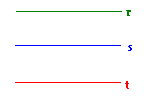
Tomando-se como base uma reta s, então r e t formam o lugar geométrico Par de retas paralelas, por distarem uma medida d da reta base.